# Dianthus nihatii
Dianthus nihatii är en nejlikväxtart som beskrevs av A.Güner. Dianthus nihatii ingår i släktet nejlikor, och familjen nejlikväxter. Inga underarter finns listade i Catalogue of Life.